# 大北汪镇
大北汪镇，是中华人民共和国河北省邯郸市永年区下辖的一个乡镇级行政单位。

## 行政区划
大北汪镇下辖以下地区：
南街村、东街村、西街村、北街村、赵北汪村、刘北汪村、徐北汪村、西赵目连村、东赵目连一村、东赵目连二村、西辛寨村、柳村、北正村、南正一村、南正二村、东辛寨村、歧辛寨村、东邀漳村、西邀漳村和庄集村。